# Lengyel Államvasutak
A Lengyel Államvasutak (lengyelül: Polskie Koleje Państwowe), röviden PKP Lengyelország legnagyobb vasúttársasága. Részvénytársasági formában működik, egyetlen részvényese a lengyel állam.
Vasúthálózatának hossza 23 429 km. Ebből villamosított 11 953 km 3000 V egyenárammal. Nagyobbrészt normál nyomtávú (1435 mm), de van egy szélesnyomtávú (1524 mm) szakasz is.

## PKP csoport
A PKP csoport több leányvállalatból áll:
- Polskie Koleje Państwowe S. A. - Fővállalat
- PKP Intercity - Városközi személyszállítás
- PKP Szybka Kolej Miejska - Személyszállítás Gdańsk, Gdynia és Sopot körzetében
- PKP Cargo - Teherszállítás
- PKP Linia Hutnicza Szerokotorowa - Teherszállítás széles nyomtávon
- PKP Telekomunikacja Kolejowa - Vasúti telekommunikáció
- PKP Energetyka - Vasúti energiaszolgáltatás
- PKP Informatyka - Informatika
- PKP Polskie Linie Kolejowe - Vasútvonalak üzemeltetése